# Leptactina densiflora
Leptactina densiflora är en måreväxtart som beskrevs av Joseph Dalton Hooker. Leptactina densiflora ingår i släktet Leptactina och familjen måreväxter. Inga underarter finns listade i Catalogue of Life.